# محمية نيجيريا الجنوبية

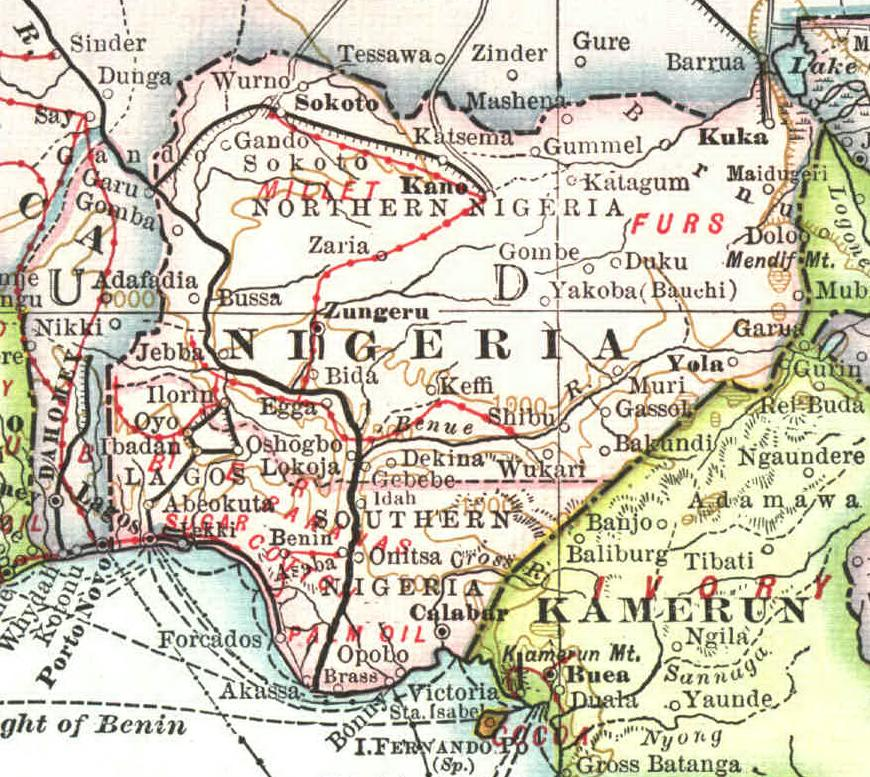
خريطة نيجيريا 1909

محمية نيجيريا الجنوبية مستعمرة بريطانية سابقا ضمت المناطق الساحلية لدولة نيجيريا الحالية مع أجزاء من شركة النيجر الملكية أسفل لوكوجا على نهر النيجر.
أضيف إليها المستعمرة المحيطة بلاغوس عام 1906 وأصبح الاسم الرسمي مستعمرة ومحمية نيجيريا الجنوبية وفي عام 1914 انضمت إلى شمال نيجيريا لتصبح مستعمرة نيجيريا. وكانت أسباب التوحيد اقتصادية أكثر منها سياسية فقد كانت ميزانية نيجيريا الجنوبية تعاني من عجز لذا رأت الإدارة الاستعمارية توحيد المستعمرتين للتخلص من العجز
 نسخة محفوظة 21 سبتمبر 2016 على موقع واي باك مشين..

## طوابع

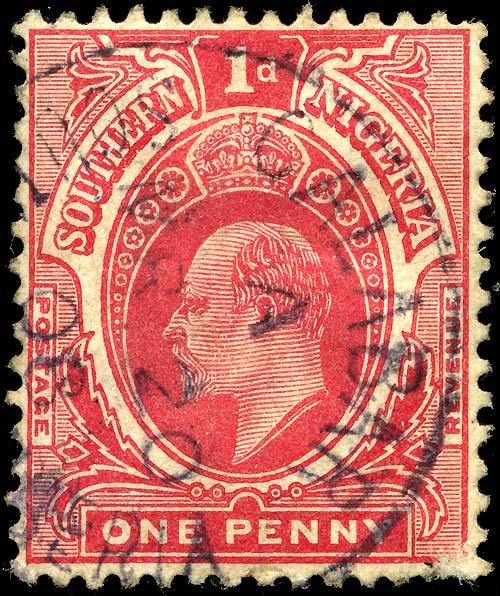

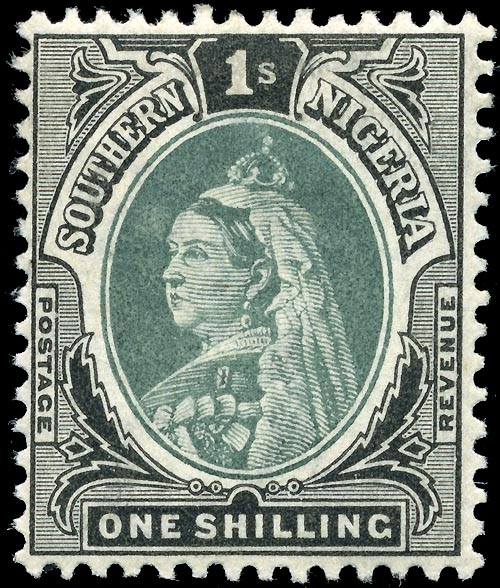
طابع من 1901